# Líder de l'oposició (Nova Zelanda)
El líder de l'oposició a Nova Zelanda és el polític que té, almenys en teoria, el suport del bloc no governamental del parlament. En la Cambra de Representants el líder de l'oposició se seu directament oposat al primer ministre. L'actual líder de l'oposició és David Cunliffe, el líder del Partit Laborista.

## Líders de l'oposició
|               | Nom (naixement-mort) circumscripció                                                                     | Fotografia            | Començament del mandat | Fi del mandat          | Legislatures  | Partit       |
| ------------- | --- | --------------------- | ---------------------- | ---------------------- | ------------- | ------------ |
| 1             | John Ballance (1839-1893) Diputat per Wanganui                                                          | John Ballance         | 2 de juliol de 1889    | 23 de gener de 1891    | 10a           | Liberal      |
| 2             | John Bryce (1833-1913) Diputat per Waikato                                                              | John Bryce            | 23 de gener de 1891    | 31 d'agost de 1891     | 11a           | Sense partit |
| 3             | William Rolleston (1931-1903) Diputat per Halswell                                                      | William Rolleston     | 31 d'agost de 1891     | 8 de novembre de 1893  | 11a           | Sense partit |
| (sense líder) | (sense líder)                                                                                           | (sense líder)         | 8 de novembre de 1893  | 26 de juny de 1894     | 12a           | Sense partit |
| 4             | William Russell (1838-1913) Diputat per Hawkes Bay                                                      | Nova Zelanda          | 26 de juny de 1894     | 3 de juliol de 1901    | 12a, 13a, 14a | Sense partit |
| (sense líder) | (sense líder)                                                                                           | (sense líder)         | 3 de juliol de 1901    | 11 de setembre de 1903 | 14a, 15a      | Sense partit |
| 5             | William Massey (1856-1925) Diputat per Franklin                                                         | William Massey        | 11 de setembre de 1903 | Febrer de 1909         | 15a, 16a, 17a | Sense partit |
| 5             | William Massey (1856-1925) Diputat per Franklin                                                         | William Massey        | Febrer de 1909         | 10 de juliol de 1912   | 17a, 18a      | Reformador   |
| (sense líder) | (sense líder)                                                                                           | (sense líder)         | 10 de juliol de 1912   | 11 de setembre de 1913 | 18a           | Sense partit |
| 6             | Joseph Ward (1856-1930) Diputat per Awarua                                                              | Joseph Ward           | 11 de setembre de 1913 | 27 de novembre de 1919 | 18a, 19a      | Liberal      |
| (sense líder) | (sense líder)                                                                                           | (sense líder)         | 27 de novembre de 1919 | 21 de gener de 1920    | 20a           | Sense partit |
| 7             | William MacDonald (1862-1920) Diputat per Bay of Plenty                                                 | Nova Zelanda          | 21 de gener de 1920    | 31 d'agost de 1920     | 20a           | Liberal      |
| 8             | Thomas Wilford (1870-1939) Diputat per Hutt                                                             | Thomas Wilford        | 8 de setembre de 1920  | 13 d'agost de 1925     | 20a, 21a      | Liberal      |
| 9             | George Forbes (1869-1947) Diputat per Hurunui                                                           | George Forbes         | 13 d'agost de 1925     | 4 de novembre de 1925  | 21a           | Liberal      |
| (sense líder) | (sense líder)                                                                                           | (sense líder)         | 4 de novembre de 1925  | 16 de juny de 1926     | 22a           | Sense partit |
| 10            | Harry Holland (1868-1933) Diputat per Buller                                                            | Harry Holland         | 16 de juny de 1926     | 18 d'octubre de 1928   | 22a           | Laborista    |
| (6)           | Joseph Ward (1856-1930) Diputat per Invercargill                                                        | Joseph Ward           | 4 de desembre de 1928  | 10 de desembre de 1928 | 22a           | Liberal      |
| 11            | Gordon Coates (1878-1943) Diputat per Kaipara                                                           | Gordon Coates         | 10 de desembre de 1928 | 22 de setembre de 1931 | 23a           | Reformador   |
| (10)          | Harry Holland (1868-1933) Diputat per Buller                                                            | Harry Holland         | 22 de setembre de 1931 | 8 d'octubre de 1933    | 24a           | Laborista    |
| 12            | Michael Joseph Savage (1872-1940) Diputat per Auckland West                                             | Michael Joseph Savage | 12 d'octubre de 1933   | 6 de desembre de 1935  | 24a           | Laborista    |
| (9)           | George Forbes (1869-1947) Diputat per Hurunui                                                           | George Forbes         | 6 de desembre de 1935  | 2 de novembre de 1936  | 25a           | Nacional     |
| 13            | Adam Hamilton (1880-1952) Diputat per Wallace                                                           | Adam Hamilton         | 2 de novembre de 1936  | 26 de novembre de 1940 | 25a, 26a      | Nacional     |
| 14            | Sidney Holland (1893-1961) Diputat per Christchurch North fins a 1946 Diputat per Fendalton des de 1946 | Sidney Holland        | 26 de novembre de 1940 | 13 de desembre de 1949 | 26a, 27a, 28a | Nacional     |
| 15            | Peter Fraser (1884-1950) Diputat per Brooklyn                                                           | Peter Fraser          | 13 de desembre de 1949 | 12 de desembre de 1950 | 29a           | Laborista    |
| 16            | Walter Nash (1882-1968) Diputat per Hutt                                                                | Walter Nash           | 17 de gener de 1951    | 12 de desembre de 1957 | 29a, 30a, 31a | Laborista    |
| 17            | Keith Holyoake (1904-1983) Diputat per Pahiatua                                                         | Keith Holyoake        | 12 de desembre de 1957 | 12 de desembre de 1960 | 32a           | Nacional     |
| (16)          | Walter Nash (1882-1968) Diputat per Hutt                                                                | Walter Nash           | 12 de desembre de 1960 | 31 de març de 1963     | 33a           | Laborista    |
| 18            | Arnold Nordmeyer (1901-1989) Diputat per Island Bay                                                     | Arnold Nordmeyer      | 1 d'abril de 1963      | 16 de desembre de 1965 | 33a, 34a      | Laborista    |
| 19            | Norman Kirk (1923-1974) Diputat per Lyttleton fins a 1969 Diputat per Sydenham des de 1969              | Norman Kirk           | 16 de desembre de 1965 | 8 de desembre de 1972  | 34a, 35a, 36a | Laborista    |
| 20            | Jack Marshall (1912-1988) Diputat per Karori                                                            | Jack Marshall         | 8 de desembre de 1972  | 4 de juliol de 1974    | 37a           | Nacional     |
| 21            | Robert Muldoon (1921-1992) Diputat per Tamaki                                                           | Robert Muldoon        | 4 de juliol de 1974    | 12 de desembre de 1975 | 37a           | Nacional     |
| 22            | Bill Rowling (1927-1995) Diputat per Tasman                                                             | Bill Rowling          | 12 de desembre de 1975 | 3 de febrer de 1984    | 38a, 39a, 40a | Laborista    |
| 23            | David Lange (1942-2005) Diputat per Mangere                                                             | David Lange           | 3 de febrer de 1983    | 26 de juliol de 1984   | 40a           | Laborista    |
| (21)          | Robert Muldoon (1921-1992) Diputat per Tamaki                                                           | Robert Muldoon        | 26 de juliol de 1984   | 29 de novembre de 1984 | 41a           | Nacional     |
| 24            | Jim McLay (1945-actualitat) Diputat per Birkenhead                                                      | Jim McLay             | 29 de novembre de 1984 | 26 de març de 1986     | 41a           | Nacional     |
| 25            | Jim Bolger (1935-actualitat) Diputat per King Country                                                   | Jim Bolger            | 26 de març de 1986     | 2 de novembre de 1990  | 41a, 42a      | Nacional     |
| 26            | Mike Moore (1949-actualitat) Diputat per Christchurch North                                             | Mike Moore            | 2 de novembre de 1990  | 1 de desembre de 1993  | 43a, 44a      | Laborista    |
| 27            | Helen Clark (1950-actualitat) Diputada per Mount Albert                                                 | Helen Clark           | 1 de desembre de 1993  | 5 de desembre de 1999  | 44a, 45a      | Nacional     |
| 28            | Jenny Shipley (1952-actualitat) Diputada per Rakaia                                                     | Jenny Shipley         | 5 de desembre de 1999  | 8 d'octubre de 2001    | 46a           | Nacional     |
| 29            | Bill English (1961-actualitat) Diputat per Clutha-Southland                                             | Bill English          | 8 d'octubre de 2001    | 28 d'octubre de 2003   | 46a, 47a      | Nacional     |
| 30            | Don Brash (1940-actualitat) Diputat de llista                                                           | Don Brash             | 28 d'octubre de 2003   | 27 de novembre de 2006 | 47a, 48a      | Nacional     |
| 31            | John Key (1961-actualitat) Diputat per Helensville                                                      | John Key              | 27 de novembre de 2006 | 19 de novembre de 2008 | 48a           | Nacional     |
| 32            | Phil Goff (1953-actualitat) Diputat per Mount Roskill                                                   | Phil Goff             | 19 de novembre de 2008 | 13 de desembre de 2011 | 49a           | Laborista    |
| 33            | David Shearer (1957-actualitat) Diputat per Mount Albert                                                | David Shearer         | 13 de desembre de 2011 | 15 de setembre de 2013 | 50a           | Laborista    |
| 34            | David Cunliffe (1963-actualitat) Diputat per New Lynn                                                   | David Cunliffe        | 15 de setembre de 2013 | (actualitat)           | 50a           | Laborista    |